# Mohammad Al Murr
Mohammad Ahmad Mohammad Al Murr (en arabe : محمد الم), né en 1955 à Dubaï, est un écrivain émirati. Il a écrit plus de quinze recueils de nouvelles et est connu surtout pour Le Clin d'œil de Mona Lisa et Le Cœur saignant.
Il est la tête du Conseil culturel de Dubaï à sa création en 2004. De 2011 à 2015, il préside le Conseil national fédéral.

## Liens
- Information
- Mini bio